# Karavane
En karavane er et følge af rejsende handelsfolk, som traditionelt fragter deres varer på lastdyr.

## Oprindelse
Karavanerne opstod hvor der var tale om lange rejser i øde områder, og rejsende så sig tjent med at rejse i følge, for fælles beskyttelse mod fjender, mod uvenlige naturforhold, og for at være hverandres hjælp i ekstremt terræn. På stepper og i ørkener bruges mest kameler, i bjergland muldyr, men også æsler og heste. Der kan være fra 40-50 op til 600 eller flere lastdyr i en karavane.

## Karavaneveje
Karavane er oprindelig et persisk ord, og karavaner er særlig kendt fra Asien og Nordafrika. Berømte karavaneveje førte fra Kina gennem Centralasien til Bukhara ("silkevejen"), og fra Beijing til Irkutsk i Sibirien ("te-vejen"). Gennem Sahara fører flere kendte karavaneruter. I Australien blev der etableret flere kamelkaravaner efter at europæere kom til landet. Den mest kendte karavanerute i landet gik til indlandsbyen Alice Springs.